# 挿頭

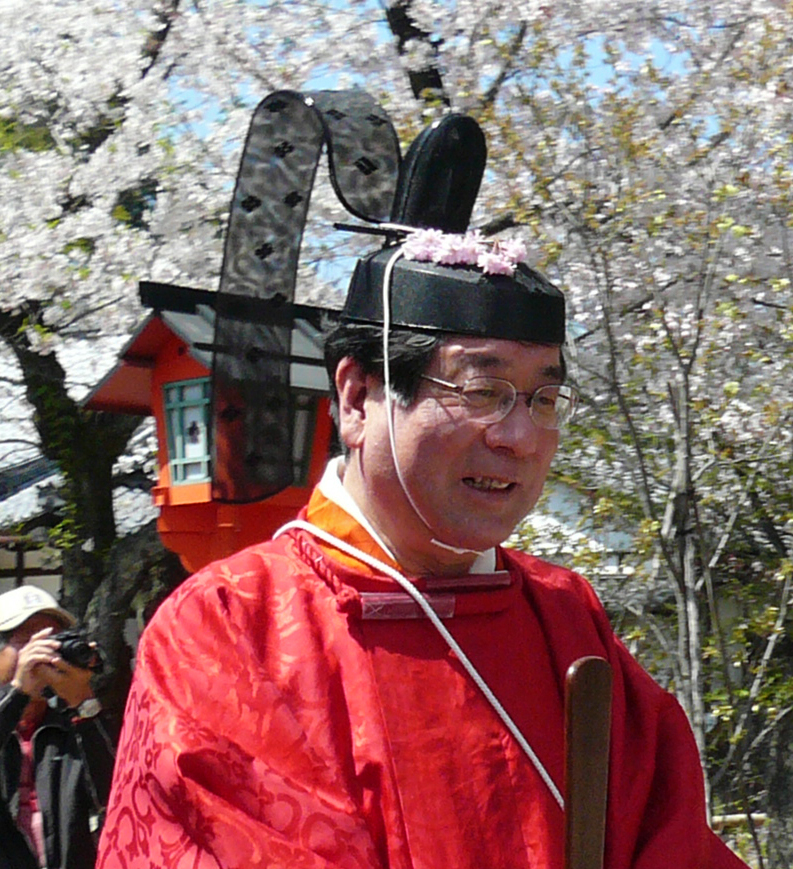
平野神社（京都市）の平野祭における神職

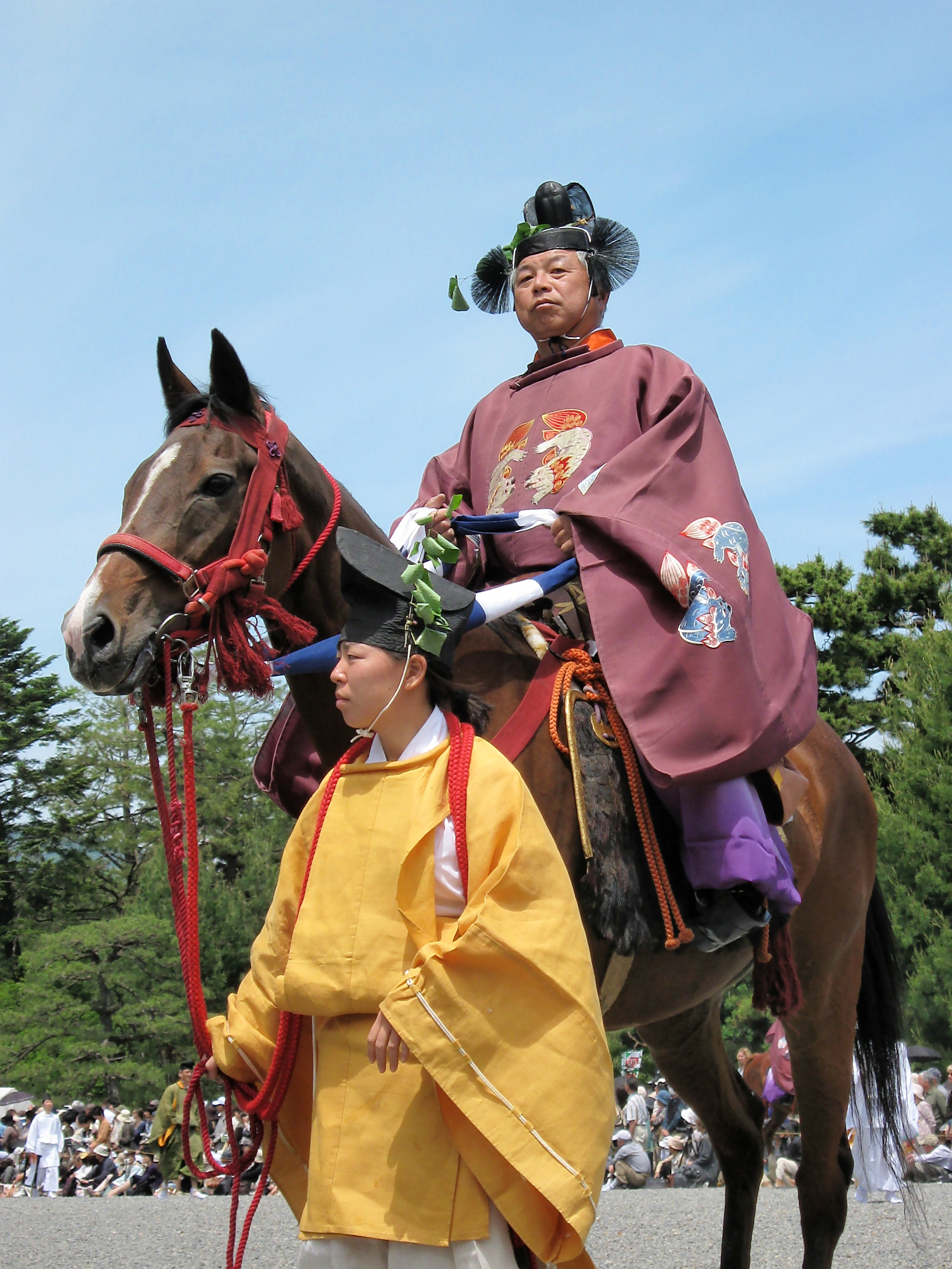
葵祭

挿頭（かざし）とは上古の日本人が神事に際して髪や冠に挿した草花のこと。
儀式によって使用する草花に違いがあり、多少は個人の趣味志向が反映されるがあくまで装身具とは違う儀礼の道具である。
生花のほかに絹糸細工や金銀細工の造花を使い、現在の宮中行事でも銀細工のものを使用する。

## 祭りとかざし
京都府京都市左京区にある賀茂神社の祭礼葵祭の行列では、牛車を引く牛までもがフタバアオイの葉を頭に飾る。これは賀茂神社の紋章が葵をかたどっていることに由来しており（松平家の三つ葉葵の紋はこの神社に由来する）、神と人との関係性を強める目的で行われている。
伝説によればかざしの起源は芸能の神であり巫女の神でもあるウズメの尊で、天岩戸の前で舞を披露する際に蔦を襷と鉢巻にしたのが始まりとされている。
かざしにはもともと生花、それも祭りの場で生えている草花を使用することから、樹霊との交流を得て生命力を強化しようとする一種の共感呪術＜参照：金枝篇＞の名残と考えられている。また、神への感謝を表し季節や自然と同調し溶け合おうとする目的にも使用されたらしい。
有名なものには先に述べた葵祭の葵、小忌の人が冠に飾る心葉（梅）と日陰葛、相撲節会の力士が飾る葵とユウガオ（キキョウも用いる）、フィクションだが源氏物語「紅葉賀」の紅葉と菊（移菊）などがある。